# Elección legislativa de Francia de 1863
Las elecciones legislativas de Francia de 1863 se realizaron el 31 de mayo y 14 de junio de 1863.

## Resultados
| Partido | Partido       | Escaños |
| ------- | ------------- | ------- |
|         | Bonapartistas | 251     |
|         | Republicanos  | 17      |
|         | Monarquistas  | 15      |

- Datos: Q1979746